# Omloop van het Waasland 2010
L'Omloop van het Waasland 2010, quarantaseiesima edizione della corsa, valido come evento dell'UCI Europe Tour 2010 categoria 1.2, si svolse il 14 marzo 2010 su un percorso di 191 km. Fu vinto dal lituano Denis Flahaut, che terminò la gara in 4h17'10" alla media di 44,563 km/h.
Furono 103 i ciclisti che portarono a termine il percorso.

## Ordine d'arrivo (Top 10)
| Pos. | Corridore           | Squadra           | Tempo    |
| ---- | ------------------- | ----------------- | -------- |
| 1    | Denis Flahaut       | ISD Continental   | 4h17'10" |
| 2    | Baptiste Planckaert | Landbouwkrediet   | s.t.     |
| 3    | Egidijus Juodvalkis | Palmans Cras      | s.t.     |
| 4    | Klaas Lodewyck      | Topsport Vl.      | s.t.     |
| 5    | Remco te Brake      | Van Vliet-EBH     | s.t.     |
| 6    | Coen Vermeltfoort   | Rabobank Cont.    | s.t.     |
| 7    | Gregory De Munster  | Colba Mercury     | s.t.     |
| 8    | Kris Boeckmans      | Topsport Vl.      | s.t.     |
| 9    | Michael Schweizer   | Nutrixxion Spark. | s.t.     |
| 10   | Jurgen François     | Palmans Cras      | s.t.     |